# انس سرور
انس سرور (زاده ۱۴ مارس ۱۹۸۳) یک سیاستمدار بریتانیایی است که از سال ۲۰۲۱ به عنوان رهبر حزب کارگر اسکاتلند خدمت کرده‌است. او از سال ۲۰۱۶ عضو پارلمان اسکاتلند (MSP) برای منطقه گلاسکو بوده‌است.

## زندگی
انس سرور در ۱۴ مارس ۱۹۸۳ در گلاسکو متولد شد و کوچک‌ترین فرزند از چهار فرزند بود. پدر و مادر او پروین سرور و محمد سرور بودند که هر دو مسلمان پاکستانی بودند. او دارای مدرک دندانپزشکی عمومی در دانشگاه گلاسکو است. در دوران دانشجویی به راهپیمایی‌ها علیه جنگ عراق پیوست.